# Fiducia supplicans
Fiducia supplicans è una dichiarazione del Dicastero per la dottrina della fede pubblicata il 18 dicembre 2023, con la firma di papa Francesco, del prefetto cardinale Victor Manuel Fernandez e del segretario mons. Armando Matteo. La dichiarazione riguarda la possibilità di benedire coppie omosessuali e altri tipi di coppie non regolari secondo la dottrina cattolica. Tale possibilità è dichiarata lecita, ma ribadendo che la benedizione non è da intendersi come un'approvazione di queste situazioni irregolari, permanendo immutato l'insegnamento della Chiesa circa la sessualità e il matrimonio. È stata la prima dichiarazione del Dicastero per la dottrina della fede dai tempi della Dominus Iesus nel 2000. Tale documento pontificio è stato eccezionalmente dichiarato non applicabile da una o più conferenze episcopali.

## Antefatto
Nel 2021 la Congregazione per la dottrina della fede aveva dato una risposta negativa al quesito inerente al potere della Chiesa di benedire l'unione di coppie omosessuali. La Fiducia supplicans ha similmente affermato che la Chiesa non ha il potere di benedire le unioni, ma che a determinate condizioni (tra cui che le benedizioni non siano liturgiche) possono essere benedette le persone coinvolte in quelle unioni. Il documento ha dato seguito ad un'istanza emersa sin dall'apertura del Sinodo sulla sinodalità del 2023.
La distinzione fra benedizioni liturgiche e benedizioni spontanee o a carattere pastorale era stata introdotta dal documento intitolato istruzioni circa le preghiere per ottenere da Dio la guarigione, datato 14 settembre 2000 a firma del prefetto della Congregazione per la dottrina della fede Joseph Ratzinger e avallato da papa Giovanni Paolo II.

## Contenuto
La Fiducia supplicans fornisce chiarimenti e modifiche all'insegnamento della Chiesa sulle «relazioni irregolari» riguardanti coloro che hanno stabilito un legame emozionale e monogamo persistente nel tempo senza aver contratto il sacramento del matrimonio. Essa autorizza i presbiteri e i diaconi a concedere «benedizioni spontanee» alle coppie del medesimo sesso, alle coppie eterosessuali non sposate e a quelle sposate civilmente di cui uno degli sposi sia divorziato e non abbia ricevuto l'annullamento della precedente unione. Il documento chiarisce che la benedizione non è né un sacramento né un rito, motivo per il quale non è stata istituita nessuna cerimonia specifica per la sua conduzione. La Fiducia supplicans non modifica l'istituto del matrimonio nella Chiesa cattolica. Il matrimonio cattolico a differenza delle altre unioni, è per la Chiesa un sacramento. Attraverso la dichiarazione non si vuole in alcun modo intaccare il matrimonio come vincolo sacramentale e unione indissolubile tra uomo e donna. Inoltre si riafferma, nel documento pontificio, che i rapporti sessuali possono e devono essere considerati leciti solo ed esclusivamente nel matrimonio e che tali benedizioni in nessun modo approvano o giustificano prassi sessuali fuori di esso.

## Comunicato stampa
La Nota stampa del 4 gennaio 2024 esemplifica un tipo di benedizione: 
(Nota esplicativa del 4 gennaio 2024)
La benedizione è impartita da un consacrato, in una chiesa o in forma privata e nel nome di Cristo. In particolare, non sono previsti testimoni o padrini e madrine né nulla è specificato in merito ad un eventuale uso di un sacramentale come l'acqua benedetta. Il testo ribadisce che i rapporti sessuali sono leciti soltanto all'interno del matrimonio e che pertanto le coppie eterosessuali non possono ritenere la benedizione come una valida alternativa al sacramento. Secondo il testo, i rapporti sessuali al di fuori del matrimonio sono comunque un peccato e così anche quelli tra coppie omosessuali, mentre l'attrazione sessuale omoerotica non lo è.
La Nota stampa del 4 gennaio 2024 pone il rifiuto di alcune conferenze episcopali in relazione alle legislazioni nazionali che puniscono la vita di coppia o l'atto omosessuale con il carcere o la pena di morte.

Il 26 gennaio 2024 il Papa ha dichiarato che la benedizione riguarda le singole persone e non le unioni omosessuali. Tre giorni dopo ha detto di non temere uno scisma.

## Reazioni

### Disapprovazioni
Molti cattolici considerano la dichiarazione come un'ingiusta apertura all'omosessualità e la disapprovano, in quanto contraria alla tradizione e alle Scritture. Numerose conferenze episcopali, membri del clero e importanti esponenti della gerarchia hanno dichiarato che non rispetteranno la dichiarazione; «la resistenza più forte proviene in gran parte dal Sud del mondo e dai Paesi in via di sviluppo». In particolare, il documento è stato dichiarato non applicabile dalle conferenze episcopali dei seguenti Paesi: Ucraina, Ungheria, Polonia, Angola e São Tomé, Benin, Camerun, Gabon, Ghana, Malawi, Mozambico, Nigeria, Ruanda, Togo, Zambia, Zimbabwe. La Bielorussia si è detta contraria al documento, ma favorevole a benedizioni individuali.

Alcuni giorni dopo la pubblicazione del documento, il cardinale Daniel Fernando Sturla Berhouet, arcivescovo di Montevideo, ha dichiarato in un'intervista che «non era un argomento da tirare fuori ora a Natale. È un tema controverso e sta creando divisioni all'interno della Chiesa». Il porporato uruguaiano ha criticato anche la poca chiarezza del testo sostenendo che
(Daniel Fernando Sturla, 24 dicembre 2023)
L'11 gennaio 2024 il cardinale Fridolin Ambongo Besungu, arcivescovo di Kinshasa, presidente del Secam (Simposio delle conferenze episcopali di Africa e Madagascar), ha dichiarato che i vescovi restano singolarmente liberi di decidere nell'ambito delle proprie diocesi.
Tuttavia, in un messaggio inviato al Pontefice e al cardinale Víctor Manuel Fernández, a nome di tutti i vescovi africani, ha fatto notare che
(Fridolin Ambongo Besungu, 11 gennaio 2024)
Infatti, oltre alle motivazioni di carattere biblico, il contesto culturale in Africa, «profondamente radicato nei valori del diritto naturale riguardanti il matrimonio e la famiglia», complica ulteriormente l’accettazione delle unioni omosessuali, poiché «sono viste come contraddittorie rispetto alle norme culturali e intrinsecamente cattive». Il cardinale Raymond Leo Burke è stato uno dei primi prelati ad esprimere dubia sul documento, in particolare per il fatto che una benedizione impartita nel nome di Dio equivarrebbe di fatto ad una legittimazione dello stato di peccato grave in cui vivono le coppie omosessuali. Anche il cardinale Robert Sarah, successivamente ripreso da Fridolin Ambongo Besungu, ha dichiarato:
(Robert Sarah, 8 gennaio 2024)
In una dichiarazione scritta del 20 gennaio 2024 il cardinale Joseph Zen Ze-kiun ha affermato che la Fiducia supplicans stabilisce una "bontà intrinseca" di quello che è invece un "peccato grave", commettendo un'eresia. Il cardinale ha chiesto le dimissioni o la rimozione dall'incarico del prefetto del Dicastero per la dottrina della fede.
Il 2 febbraio 2024, festa della Candelora, 90 ecclesiastici, studiosi e autori di diverse nazionalità hanno pubblicato un appello contrario al documento.
Nel marzo 2024 Tawadros II, papa della Chiesa ortodossa copta, dopo aver riunito il suo Santo Sinodo dei vescovi, ha dichiarato che l'omosessualità è contro la Parola di Dio e ha interrotto il dialogo teologico con Roma a causa della Fiducia supplicans.

### Approvazioni
Nonostante le numerose critiche, il testo vaticano ha ricevuto una grande accoglienza da parte di diversi esponenti della Chiesa cattolica e di tante conferenze episcopali, specialmente in Europa, Asia e America del Nord. In Belgio, ad esempio, il vescovo di Anversa, Johan Bonny, ha lodato la decisione come un «passo in avanti» per il futuro riconoscimento del sacramento del matrimonio tra persone dello stesso sesso. Dello stesso parere è stato anche l'arcivescovo di Salisburgo, Franz Lackner affermando che:
In Spagna, il cardinale José Cobo Cano, arcivescovo di Madrid si è espresso duramente contro i sacerdoti che si sono opposti al documento vaticano e ha fermamente dichiarato che nella sua arcidiocesi:

In America Settentrionale e in diversi Paesi dell'Asia c'è stato un ampio apprezzamento per il documento vaticano da parte del mondo cattolico. Ad esempio, è stato espresso grande entusiasmo dal gesuita statunitense James Martin, che il giorno seguente alla pubblicazione di Fiducia supplicans ha impartito alcune benedizioni a delle coppie omosessuali. Il cardinale Mauro Gambetti, Vicario generale per la Città del Vaticano, ha assicurato che si potranno benedire sia coppie irregolari sia quelle omosessuali anche nella Basilica di San Pietro. Anche i vescovi cattolici in India hanno accolto favorevolmente la dichiarazione, tra questi il cardinale Oswald Gracias, arcivescovo di Bombay, che ha evidenziato che: 
Nel luglio 2025 il cardinale Fernández  Ha dichiarato che le benedizioni delle proprie omosessuali sarebbero continuate anche durante il pontificato di papa Leone XIV.